# Chlamydosauromyces punctatus
Chlamydosauromyces punctatus är en svampart som beskrevs av Sigler, Hambl. & Paré 2002. Chlamydosauromyces punctatus ingår i släktet Chlamydosauromyces och familjen Onygenaceae.   Inga underarter finns listade i Catalogue of Life.